# Gaga Beburia
Gaga Beburia – gruziński bokser, srebrny medalista Mistrzostw Europy Kadetów 1995 w Elazığ.
Mistrzostwach Europy Kadetów 1995 w Elazığ zdobył srebrny medal w kategorii półśredniej. W półfinale turnieju pokonał na punkty (4:2) Ukraińca Leonida Zadorożnego, a w finale przegrał na punkty (4:5) z Rosjaninem Alexandrem Mezentsevem.